# Budiš
Budiš (allemand : Budisch, hongrois : Turócborkút) est un village de Slovaquie situé dans la région de Žilina.

## Histoire
La première mention écrite du village date de 1573.

## Démographie

### Évolution de la population
| Année:               | 1994. | 2004.   | 2014.   | 2024.   |
| -------------------- | ----- | ------- | ------- | ------- |
| Nombre de personnes: | 198   | 211     | 201     | 197     |
| Différence:          |       | +6,56 % | -4,73 % | -1,99 % |

| Année:               | 2023. | 2024.   |
| -------------------- | ----- | ------- |
| Nombre de personnes: | 196   | 197     |
| Différence:          |       | +0,51 % |